# Organisation juridictionnelle en France
« Justice en France » redirige ici. Pour la série documentaire, voir Justice en France (série documentaire, 1991).
L'organisation juridictionnelle nationale française est l'organisation des tribunaux nationaux français, dans l'ordre juridique interne.
On exclut donc de cette organisation l'ensemble des juridictions qui ne sont pas nationales, qui résultent d'un contrat ou d'un statut défini entre des membres. On ne s'intéresse donc qu'aux tribunaux sanctionnés par l'administration d'État, définis par la loi. Les juridictions internationales ou européennes, qui résident dans un ordre juridique extra-national, seront elles aussi exclues, car elles n'émanent pas de l'administration de l'État national mais de l'Union européenne ou d'organisations internationales (Conseil de l'Europe, Nations unies…).
8 140 magistrats sont chargés d'appliquer la loi ; en tout, en 2018, 84 969 agents travaillent pour le ministère de la Justice. Cela fait 11,9 juges professionnels pour 100 000 habitants, contre près de 15 en Belgique, 20 en Autriche, et presque 25 en Allemagne.

## Principes généraux

Juridictions les plus fréquentes dans l'organisation juridictionnelle nationale

L'organisation juridictionnelle nationale française a souhaité mettre en œuvre certains principes inhérents à une idée du procès, respectueuse des libertés fondamentales, prenant ainsi en compte la possibilité de faire appel, la collégialité des juges qui rendront une décision, la rapidité du jugement.
Certains de ces principes ont été complétés, précisés et sanctionnés par la Convention européenne de sauvegarde des droits de l’homme et des libertés fondamentales, signée en 1950 et en vigueur depuis 1953, qui défend des droits civils et politiques inhérents à la personne humaine.
Certains de ces principes résultent d'une évolution historique : c'est notamment le cas du principe de séparation des pouvoirs ou de l'établissement du contrôle de constitutionnalité des lois par le Conseil constitutionnel.

### Séparation des pouvoirs et dualité juridictionnelle

#### L'origine de la dualité juridictionnelle
(juin 2009).
Le principe de séparation des pouvoirs précise que les pouvoirs publics doivent être séparés et attribués à des organes distincts. Ainsi, le pouvoir d'édicter des règles (pouvoir législatif) est confié au Parlement, le pouvoir de les faire exécuter (pouvoir exécutif) appartient à un président ou un Premier ministre. Montesquieu, dans De l'esprit des lois (1748), y a adjoint le pouvoir judiciaire, c'est-à-dire le pouvoir d'appliquer la loi dans les cas particuliers.
Cependant, la Constitution du 4 octobre 1958, instituant la Ve République, ne reconnaît qu'une « autorité judiciaire ». Cette théorie prend donc en France une signification originale, que le Conseil constitutionnel a qualifiée dans une décision « Conseil de la concurrence » du 23 janvier 1987 de « conception française de la séparation des pouvoirs ».
En effet, le problème de cette distinction des pouvoirs est qu'il faut, dans cette conception, séparer les litiges intéressant l'État, sanctionnant la mauvaise application d'un texte, et relevant donc du pouvoir exécutif, des autres litiges intéressant les particuliers, relevant d'un véritable pouvoir judiciaire autonome et distinct. Il faut donc scinder les compétences du juge en deux, entre juge judiciaire et juge administratif. Cette dualité juridictionnelle trouve son origine dans la loi des 16 et 24 août 1790 et du décret du 16 fructidor an III, fondement de la dualité des ordres de juridiction en France, qui sont séparés en un ordre administratif et un ordre judiciaire. Cela interdit aux tribunaux de l'ordre judiciaire de statuer sur des litiges intéressant l'administration, et les actes émis par le pouvoir exécutif ou législatif.
Par ces textes, le pouvoir législatif et le pouvoir exécutif ont été soustraits au contrôle des juridictions judiciaires, au motif que celles-ci ne disposaient pas d'une légitimité suffisante pour juger des actes émanant d'autorités procédant du suffrage universel et donc seuls représentants de la souveraineté populaire.
L'institution d'une juridiction administrative à compter de l'an VIII (1799) devait partiellement modifier cette situation : à compter de cette date, les actes de l'administration ont pu être contestés, mais devant une juridiction distincte de l'autorité judiciaire.

### Double degré de juridiction
Le principe de double degré de juridiction est au fondement de la possibilité que chaque affaire soit jugée, en fait et en droit, deux fois. Un tel système permet d'abord de limiter l'étendue du pouvoir des juges. Il offre aussi aux parties la possibilité de présenter une meilleure argumentation, qui présentera l'avantage donc d'être plus précise en appel qu'en première instance.

#### L'exception au principe du double degré de juridiction
Dans certains types de litiges, la loi ou la réglementation dispose que le tribunal du premier degré rend une décision en premier et dernier ressort. Ce jugement ne peut donc être susceptible d'appel.
Par exemple, en matière civile, les actions dont le taux de compétence (les prétentions du demandeur) est inférieur à 5 000 € sont jugées par le tribunal judiciaire en premier et dernier ressort.
De même, devant les tribunaux administratifs :
- de nombreux recours en excès de pouvoir sont jugés en premier et dernier ressort, tels un bon nombre des litiges concernant la fonction publique ;
- les recours indemnitaires d'un montant de moins de 10 000 € le sont également.

Le principe du double degré de juridiction est limité par ces jugements en premier et dernier ressort, mais pour des raisons strictes : l'enjeu de l'action est supposé faible (bien que ce ne soit pas toujours le cas), les risques d'erreurs sont normalement assez limités, etc.
Néanmoins, les jugements de ces juridictions peuvent toujours faire l'objet d'un pourvoi en cassation, c'est-à-dire d'un recours extraordinaire devant la Cour de cassation ou le Conseil d'État.
Enfin, les litiges que le Conseil d'État connaît directement sont jugés en premier et dernier ressort, sans pourvoi en cassation possible, mais l'organisation interne du Conseil d'État offre des garanties procédurales assez semblables à celles d'un double degré de juridiction. Il peut d'ailleurs s'agir de litiges d'enjeux très importants.

### Collégialité ou juge unique
Selon les juridictions, les magistrats du siège (ceux qui jugent) pourront être en formation collégiale (3 ou 7 juges) ou bien à juge unique (1 seul juge). L'enjeu de cette question est triple :
- le prix : une formation collégiale coûte plus cher qu'un juge unique ;
- la célérité : une formation collégiale aura tendance à prendre plus de temps à juger qu'un juge unique ;
- la solennité : un jugement rendu par une formation collégiale sera plus précis, plus justifié, plus solennel donc que lorsque le jugement est rendu par un juge unique.

Un adage dit « juge unique, juge inique ». On peut avancer au contraire qu'une déresponsabilisation du juge dans le cas d'une formation collégiale n'est pas plus souhaitable.

### Droit à un procès équitable
L'article 6 de la Convention européenne des droits de l'homme (CEDH) dispose que tout citoyen a droit à un procès équitable. La France a plusieurs fois été condamnée par la Cour européenne des droits de l'homme pour violation de cet article.

#### Le droit à un procès par un tribunal
Tout individu a toujours la possibilité de saisir une juridiction de première instance : c'est un droit fondamental, qui ne peut être méconnu. Cependant, le droit à un second degré de juridiction est limité aux cas qui sont suffisamment importants.
À l'occasion d'un arrêt Schrameck du 22 octobre 1984, la Cour européenne a considéré que le terme de « tribunal » se caractérise au sens matériel par son rôle juridictionnel : il s'agit d'une instance qui est chargée de trancher, sur la base d'une norme juridique, et à l'issue d'une procédure organisée, toute question qui va relever de sa compétence.
L'application de ce droit au procès par un tribunal est parfois difficile dans un système dans lequel il existe deux ordres juridictionnels. En effet, lors d'une affaire, il est possible qu'aucun des deux ordres ne se déclare compétent pour la juger. Le Tribunal des conflits est là pour résoudre de tels conflits de compétence.

#### L'impartialité et l'indépendance du juge
Le justiciable doit pouvoir revendiquer l'indépendance des magistrats qui sont amenés à intervenir. La Cour européenne estime, depuis un arrêt Beaumartin de 1994, qu’est indépendant le juge qui n'a pas besoin pour rendre sa décision de prendre conseil auprès du pouvoir exécutif. Par exemple, si le juge devait demander au ministre des Affaires étrangères la manière d’interpréter un traité, il ne pourrait pas être considéré comme indépendant.
C'est l'arrêt Piersak contre Belgique du 1er octobre 1982 qui distingue entre « une démarche subjective essayant de déterminer ce que tel juge pensait dans son for intérieur en telle circonstance et une démarche objective amenant à rechercher s'il offrait des garanties suffisantes pour exclure à cet égard tout doute légitime ».
Deux aspects sont à retenir :
- l'impartialité subjective qui se présume jusqu'à preuve contraire, signifie que le juge ne doit manifester ni parti pris ni préjugé personnel ;
- l'impartialité objective signifie que la juridiction doit offrir des garanties suffisantes pour exclure tout doute légitime provenant des conditions d'organisation de l'institution judiciaire ou de l'intervention du juge, compte tenu justement de ses interventions antérieures qui ont pu lui donner une certaine connaissance de l'affaire.

#### La publicité du jugement et des débats
Les débats d'un procès doivent être publics, mais ils peuvent connaître des exceptions (témoignage de mineurs...), au nom de l'intérêt général. Toutefois, les jugements doivent être prononcés de façon publique. De la même façon, la Cour européenne estime que le huis clos pouvait être imposé pour la protection de l'intérêt général. Elle a cependant estimé que le plaideur devait être à même de renoncer de son plein gré au principe de la publicité des débats.
Dans un arrêt Pretto de 1983, la Cour européenne a jugé que la publicité protégeait le justiciable contre une justice secrète, la publicité contribuant ici à préserver la confiance dans les tribunaux. La publicité des débats donne une transparence à la justice et permet d’assurer un principe d’impartialité.

#### La célérité de la justice
L'article 6 alinéa un de la Convention européenne dispose que si toute personne a le droit de s'adresser au juge, encore faut-il que ce dernier intervienne dans un délai raisonnable. Or, très souvent, la justice française met un certain temps avant de rendre ces décisions. C'est le cas en particulier lorsque le justiciable a des difficultés à trouver la juridiction compétente, le plus souvent en raison de la séparation entre les juridictions administratives et judiciaires.
C'est la raison pour laquelle la France a été condamnée le 10 février 1995, dans une affaire (Allenet de Ribemont contre France) où les juridictions judiciaires et administratives refusaient chacune de se déclarer compétentes. La Cour européenne a d'ailleurs précisé que la justice devait être accélérée, dès lors que l'intérêt de la personne était directement en jeu, soit parce qu’elle était incarcérée, soit parce que sa durée de vie était limitée.

## Les juridictions en France

Schéma des liens entre les juridictions françaises.

### Les juridictions judiciaires

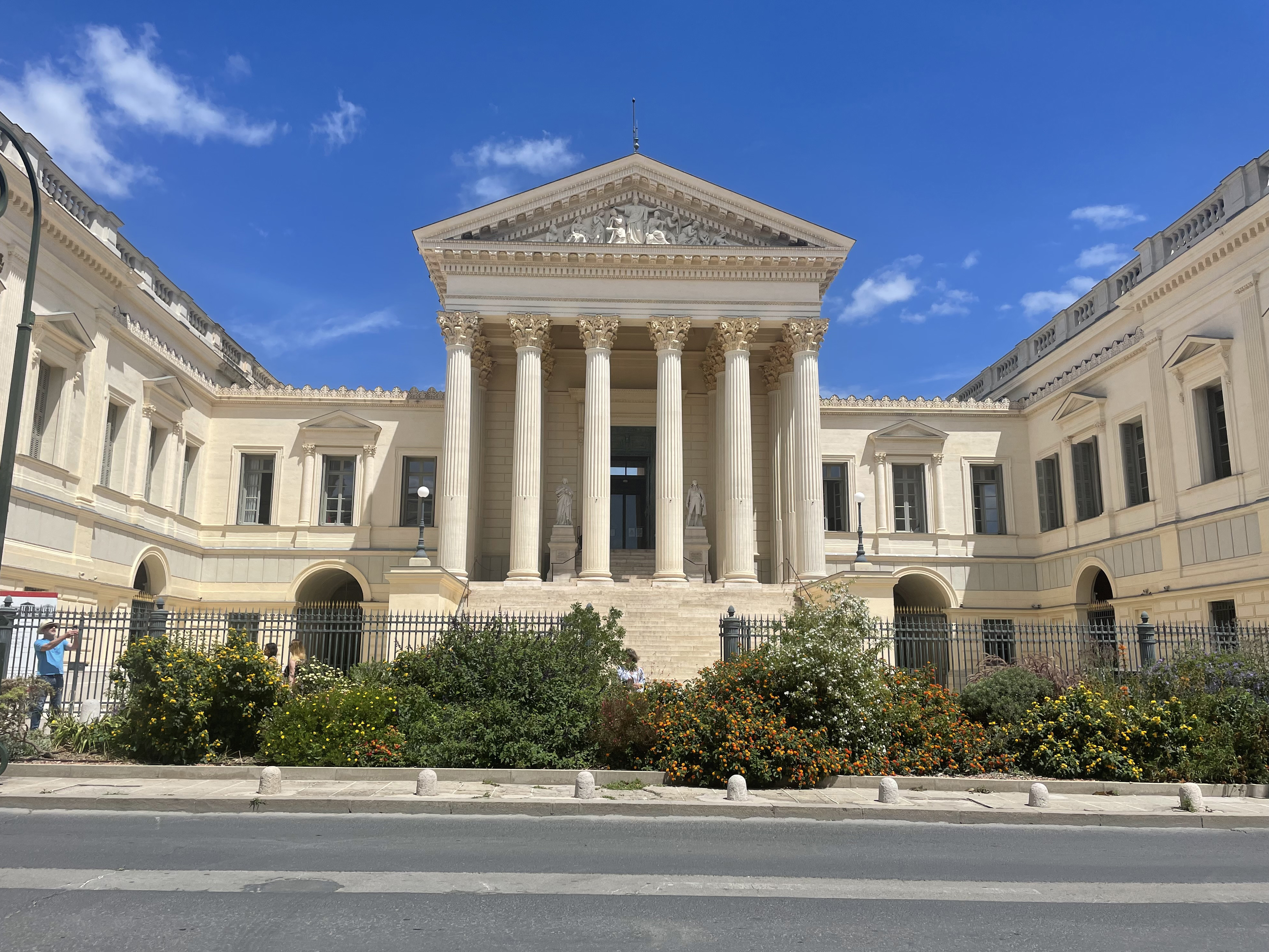
Cour d'appel de Montpellier.

Les juridictions de l'ordre judiciaire sont notamment compétentes pour le pénal et pour régler les litiges entre particuliers. Elles peuvent intervenir soit dans le domaine contentieux (litige entre personnes), soit dans le domaine gracieux (autorisation demandée à une juridiction : changement de régime matrimonial par exemple).
À titre d'exception, elles peuvent également intervenir à propos de certains litiges qui interviendraient entre l'État et les particuliers. C'est le cas par exemple lorsqu'en matière d'expropriation, l'exproprié n'est pas d'accord sur le montant de son indemnisation ; également en cas d'accident de la circulation, lorsqu'un des véhicules appartient à l'administration et que la victime est une personne privée, le contentieux ressort également du juge civil.
Il existe deux degrés de juridiction : on établit d'abord la véracité de l'incrimination supposée, puis, le cas échéant, on applique la peine prévue.
Le tribunal judiciaire est la juridiction de droit commun en première instance. La cour d'appel est la juridiction du second degré, et la Cour de cassation est le juge du droit.
Les magistrats judiciaires sont formés par l'École nationale de la magistrature (ENM) à Bordeaux.

### Les juridictions administratives

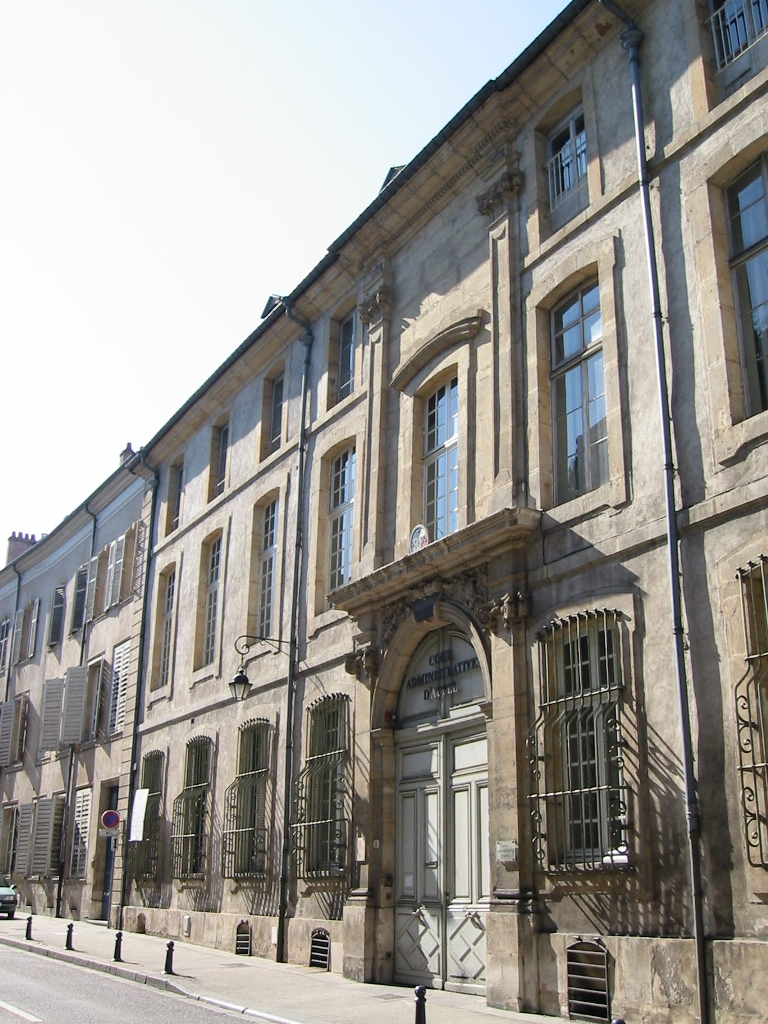
Cour administrative d'appel de Nancy.

Les juridictions administratives sont celles qui sont compétentes pour juger des litiges entre l'État, les collectivités territoriales, les établissements publics (qui constituent les principales hypothèses de personnes morales de droit public), et les particuliers, ou entre deux personnes morales de droit public. Toutefois, dans certaines hypothèses, c'est l'ordre judiciaire qui sera compétent, pour ce qui est relatif à l'état des personnes, aux dommages pour des atteintes au droit de propriété (par exemple aux dommages résultant d'accidents de véhicules).
Le tribunal administratif est la juridiction de droit commun en première instance. La cour administrative d'appel est la juridiction du second degré, et le Conseil d'État est le juge du droit.
Les magistrats administratifs sont recrutés notamment par la voie de l'École nationale d'administration (ENA) ou de concours spécifiques.

### Les juridictions en dehors des ordres
Les juridictions « en dehors des ordres » sont des juridictions qui se placent en réalité au-dessus de ceux-ci.
C'est le cas du Tribunal des conflits, qui détermine si c'est l'ordre judiciaire ou l'ordre administratif qui peut être compétent, lorsqu'il existe un conflit de compétence.
C'est aussi le cas du Conseil constitutionnel, dont les décisions s'imposent aux pouvoirs publics, et à toutes les autorités administratives ou judiciaires.

### Les juridictions coutumières des départements et régions d'outre-mer
Plus de 2 600 000 Français vivent en outre-mer. Quel que soit le statut de ces territoires, le service public de la justice est présent avec 343 magistrats et 925 fonctionnaires de justice. L'organisation et le fonctionnement sont néanmoins adaptés pour tenir compte de l'éloignement territorial ou de l'application d'un droit local.
La Nouvelle-Calédonie a un statut particulier défini par le titre XIII de la Constitution.
Pour Saint-Barthélemy et Saint-Martin, les juridictions de la Guadeloupe (cour d'appel de Basse-Terre) sont compétentes.
Les DOM-ROM disposent des juridictions communes en première instance : tribunal judiciaire, cour d'assises et conseil de prud'hommes. Cependant, pour le contentieux commercial, c'est le tribunal mixte de commerce qui est compétent. À la différence du tribunal de commerce classique, il est présidé par un magistrat professionnel et composé de six juges élus parmi les commerçants.
À Wallis-et-Futuna, deux systèmes de justice sont reconnus par le statut de 1961 : la justice républicaine, s'appliquant aux crimes (pénal), et la justice coutumière rendue par les chefs et rois coutumiers, s'appliquant aux autres litiges (notamment les questions foncières). Ces deux systèmes, très différents dans leurs valeurs, leurs objectifs et leurs pratiques, entrent de plus en plus en confrontation à partir des années 1990, en particulier lors de la crise coutumière wallisienne débutant en 2005.

## Ressenti des Français vis-à-vis de la magistrature
D'après un sondage de février 2014, trois quarts des Français estiment que la justice de leur pays « fonctionne mal,. » ; est également noté qu'il s'agit là d'« un niveau de défiance jamais atteint depuis 1962 et les premières enquêtes sur ce thème. »
Pour le professeur Jean Pradel, on peut avancer trois causes à cette défiance des Français envers la justice qui expliquent également certains dysfonctionnements de la justice française : le manque de magistrats par habitant, le trop grand nombre de lois et la politisation de la justice. L'insuffisance de moyens en chiffres  : il y a 7 726 magistrats fin 2014 pour 6 000 magistrats judiciaires en 1910. En ce qui concerne les nouvelles instances civiles et commerciales : on en dénombrait 845 000 en 1977 pour 2 746 515 en 2014.
Selon une enquête réalisée par l'Ifop pour le magazine L'Express publiée en octobre 2019, en dix ans, la confiance des Français dans la magistrature a reculé de 10 points, chutant de 63 % à 53 %. Les personnes défiantes vis-à-vis de l'institution judiciaire se trouveraient surtout parmi les moins diplômés, les électeurs de droite et d'extrême droite, les employés, les ouvriers et les habitants de communes rurales. Inversement, ses défenseurs se recrutent « chez les cadres supérieurs, les Parisiens, les (très) diplômés, les étudiants, les partisans de la République en marche, d'Europe Écologie-Les Verts et du Parti socialiste ».
En septembre 2020, une étude réalisée par l'IFOP pour la société Avostart auprès d'un échantillon de 1 003 personnes, représentatif de la population âgée de plus de 18 ans résidant en France métropolitaine, indique que 73 % des personnes interrogées considèrent les juges en France comme n'étant pas assez sévères (contre 51 % en 2011 et 62 % en 2014). Selon cette étude, ce sont les crimes sexuels (87 %), les agressions physiques contre les personnes (86 %) et la récidive (85 %) qui mériteraient plus de sévérité de la part des juges.

### Généralités
- Institutions juridictionnelles, Jean-Pierre Scarano, Ellipses, 2005,  (ISBN 2729823603)
- Institutions judiciaires, Roger Perrot, Montchrestien, 11e édition,  (ISBN 2707613541)
- Institutions judiciaires : Édition 2005, de Jean Vincent, Serge Guinchard, Gabriel Montagnier, André Varinard, Précis-Dalloz,  (ISBN 2247062598)

### Témoignages
- Erick Maurel, Paroles de procureur (éd. Gallimard, 2008 - PARIS -  (ISBN 978-2-07-011977-6))

#### Métiers de l'organisation judiciaire
- Avocat
- Avoué (profession abrogée)
- Juge
- Greffier
- Procureur de la République
- Magistrat